# Тазбичі
Тазбичі (рос. Тазбичи) — село у Ітум-Калінському районі Чечні Російської Федерації.
Населення становить 739 осіб. Входить до складу муніципального утворення Тазбичинське сільське поселення.

## Історія
Згідно із законом від 14 липня 2008 року органом місцевого самоврядування є Тазбичинське сільське поселення.

## Населення
| 1990 | 2002 | 2010 |
| ---- | ---- | ---- |
| 697  | ↗841 | ↘739 |